# Pekukuhan
Pekukuhan is een bestuurslaag in het regentschap Mojokerto van de provincie Oost-Java, Indonesië. Pekukuhan telt 4861 inwoners (volkstelling 2010).